# Estadio Juventud Parque Artigas
El Estadio Juventud Parque Artigas es un estadio de Uruguay ubicado en la ciudad de Las Piedras, departamento de Canelones, propiedad del club Juventud de Las Piedras, que actualmente compite en la Primera División Profesional de Uruguay.
En el año 2008 se reformó y amplió para 3500 personas. En la última reforma realizada durante los años 2017 y 2018, con la ampliación de la tribuna principal (5.000 espectadores sentados), el aforo del estadio trepó a 6148 espectadores. A su vez, al lado de una de las tribunas se construyó el centro comercial Las Piedras Shopping, tras una inversión de USD 50 000 000.

## Historia
El nombre tradicional del estadio es "Parque Artigas", al igual que el Parque donde está enclavado. Históricamente fue propiedad del gobierno del departamento de Canelones y con prioridad de uso para el Club Atlético Juventud de Las Piedras como club más representativo de la ciudad. Actualmente, luego de una licitación, Juventud posee el derecho sobre el predio donde está instalado el Estadio, por un comodato de 50 años, por lo cual se considera el propietario del mismo.
El estadio ha sido utilizado por Juventud tanto en Primera División como en Segunda División, hasta Tercera división,  además ha sido cedido ha clubes como Boston River para oficiar como local en primera división. El escenario ha recibido a los "cuadros grandes";  tanto Nacional como Peñarol han diputado partidos en calidad de visitantes en el escenario canario.
Recién el 2 de septiembre de 2012 el Parque Artigas recibió su primer partido de Primera División. Ese día, Juventud derrotó a Central Español 1:0 con gol de Lucas Cavallini. Hasta entonces, solo había recibido partidos de Segunda, o de la Divisional C; mientras que cuando lograba competir en Primera, Juventud debía hacer las veces de local en el estadio Martínez Monegal de la ciudad de Canelones.
Fue renombrado como "Juventud Parque Artigas" cuando Juventud se aseguró el uso exclusivo del mismo.

### Nations Cup Rugby
El 10 de junio de 2018, el estadio albergó la última fecha de la  Nations Cup 2018 de rugby. Donde  la Selección de Rugby Uruguay se coronaría campeón tras vencer a Argentina XV por 26-20.
| 10 de junio, 12:30 | Italia A | 29 - 27 | Fiji Warriors | Estadio Parque Artigas, Las Piedras |  |
|                    |          | Reporte |               |                                     |  |

| 10 de junio, 15:00 | Argentina XV | 20 - 26 | Uruguay | Estadio Parque Artigas, Las Piedras |  |
|                    |              | Reporte |         |                                     |  |

| Bandera de Uruguay |
| CampeónUruguay     |
| Segundo título     |

### Remodelación
Existe un proyecto para alcanzar las 17 000 personas de capacidad. Contra una de las cabeceras del estadio, se construyó un centro comercial: Las Piedras Shopping. El estadio posee 2 tribunas sobre los lados laterales: la tribuna principal de 5.500 espectadores y la tribuna visitante de menor tamaño.